# Batman et Robin (jeu vidéo)
Pour les articles homonymes, voir Batman et Robin et Batman (homonymie).
 (novembre 2019).
Si vous disposez d'ouvrages ou d'articles de référence ou si vous connaissez des sites web de qualité traitant du thème abordé ici, merci de compléter l'article en donnant les références utiles à sa vérifiabilité et en les liant à la section « Notes et références ».
Batman et Robin est un jeu vidéo d'action développé par Probe Entertainment et édité par Acclaim Entertainment en 1998 sur PlayStation et aussi sur Game.com (développé et édité par Tiger Electronics) en 1997. Ce jeu a reçu de très mauvaises critiques.

## Principe du jeu
Le jeu se déroule en 24 heures réelles découpées en 3 nuits de 8 heures. Le joueur a la possibilité d’y interpréter soit Batman, soit Robin, soit Batgirl, dès le début du jeu. Chacun des trois personnages possède ses propres caractéristiques : Batman possède plus de force, Robin plus d’agilité, Batgirl plus de rapidité .
Les décors, graphismes et personnages du jeu sont repris du film d’une manière plutôt fidèle. Le joueur a la possibilité de se déplacer dans un univers en 3D dans la Batcave, dans le Manoir Wayne (où divers items peuvent être récupérés), dans les rues de Gotham City, ainsi que dans divers endroits où il devra effectuer des missions (le musée du film – que l’on retrouve comme étant le lieu de la toute première mission du jeu –, diverses bijouteries, le poste de police de Gotham, l’Observatoire, le jardin botanique…).
Le principe reste relativement simple au cours de ces trois nuits : trouver l’endroit où un crime va être commis soit par Mr. Freeze, soit par Poison Ivy, en recueillant des indices disséminés en ville et en les analysant au BatComputer. Dès lors, il faut se rendre sur le lieu de la mission avec, éventuellement, les véhicules des héros. Tout au long de ce trajet, des véhicules ennemis tenteront de ralentir le joueur. Une fois sur le lieu de la mission, le joueur devra déjouer les plans des ennemis, comme récupérer des diamants avant que Mr Freeze ne s’en empare.

## Développement et commercialisation
Le jeu sort en Amérique du Nord le 7 août 1998.

## Accueil
Le jeu a reçu de nombreuses critiques négatives :
- Les personnages sont difficilement manœuvrables : les mouvements de Batman sont jugés trop lents à se déclencher ; Batgirl et Robin, quant à eux, sont jugés inutiles en combat. En outre, le bouton « saut » ne marche pas en mode « action », et le bouton « frapper » ne marche pas en mode « recherche », alors que certaines situations exigent le déclenchement successif de ces actions.
- La conduite des véhicules manque de finesse, la Batmobile étant difficile à manœuvrer.
- Lors du tutoriel, les commentaires explicatifs connaissent de nombreux problèmes : coquilles, explications peu claires ou trop évidentes, affichage de certains commentaires plusieurs fois de suite... De plus, les commentaires interrompant l’action en cours, ils rendent la maniabilité difficile quand ils s’affichent pendant un saut, par exemple.
- La caméra du jeu change d’emplacements très souvent.
- Certaines actions (par exemple, lorsque Batman se hisse sur une hauteur) ne sont même pas animées et montrent Batman posé directement sur une plateforme.
- À un certain stade du jeu, on entend un son continuel d’alarme désagréable pour le joueur.
- Les missions, effectuées dans des bâtiments (comme les bijouteries), font l’objet d’énigmes et d’enclenchement de leviers débloquant des passages, mais le joueur possède la sensation de se balader dans un labyrinthe, tout en étant livré à lui-même pour découvrir le but concret de certaines missions.
- Dès le 2e jour, certains ennemis « basiques » infligent des dégâts importants.
- Lorsque Batman doit passer dans le bâtiment, certains passages sont tellement sombres que le joueur a du mal à se repérer.